# Vague de chaleur (film, 1958)
Pour les articles homonymes, voir Vague de chaleur (homonymie).
Pour plus de détails, voir Fiche technique et Distribution.
Vague de chaleur (Hot Spell) est un film américain réalisé par Daniel Mann et George Cukor (non crédité) et sorti en 1958.

## Synopsis
À La Nouvelle-Orléans, rien ne va plus dans la famille Duval où l’on se prépare à fêter l’anniversaire des quarante-cinq ans de John, le père. Alma, la mère, voudrait retenir son mari qui se détache d’elle. Buddy, le fils aîné, veut quitter la maison et John surprend sa fille Virginia dans les bras d’un garçon. Et reste à parfaire l’éducation de Billy, le plus jeune des enfants. Mais le drame va survenir après la découverte de la liaison du père avec une jeune femme…     

## Fiche technique
- Titre : Vague de chaleur
- Titre original : Hot Spell
- Réalisation : Daniel Mann et George Cukor (non crédité)
- Scénario : James Poe d’après le roman de Lonnie Coleman, Next of Kin
- Musique : Alex North
- Direction de la photographie : Loyal Griggs
- Décors : Tambi Larsen, Hal Pereira
- Costumes : Edith Head
- Montage : Warren Low
- Pays de production :  États-Unis
- Langue de tournage : anglais
- Producteur : Hal B. Wallis
- Producteur associé : Paul Nathan
- Société de production : Paramount Pictures
- Société de distribution : Paramount Pictures
- Format : noir et blanc — 1.85:1 VistaVision — monophonique (Westrex Recording System)  — 35 mm
- Genre : drame
- Durée : 86 min
- Date de sortie : 
  - États-Unis : juin 1958

## Distribution
- Shirley Booth : Alma Duval
- Anthony Quinn : John Henry Duval
- Shirley MacLaine : Virginia Duval
- Earl Holliman : « Buddy » John Henry Duval Jr.
- Eileen Heckart : l’amie d’Alma
- Clint Kimbrough : Billy Duval
- Warren Stevens : Wyatt Mitchell, le petit ami de Virginia
- Jody Lawrance : Dora May
- Harlan Warde : Harry
- Valerie Allen : Ruby